# Greta Gerwig
Greta Celeste Gerwig (Sacramento, 4 augustus 1983) is een Amerikaanse actrice, scenarioschrijver en filmregisseur. Ze is verschenen in films van onder andere Joe Swanberg en Woody Allen. Sinds 2010 heeft ze ook vaak samengewerkt met haar partner Noah Baumbach, waar ze voor haar rol in Frances Ha (2012) werd genomineerd voor een Golden Globe-award.
Als filmregisseur heeft Gerwig drie films uitgebracht. Lady Bird (2017) en Little Women (2019) werden  beide films genomineerd voor een Academy Award voor Beste Film. In 2023 verscheen de kaskraker Barbie, waarmee Gerwig als eerste vrouwelijke regisseur de grens van 1 miljard dollar opbrengst passeerde.

## Biografie
Greta Gerwig is geboren in Sacramento, Californië, en ging naar school op de St. Francis Catholic High School, waar ze afstudeerde in 2002.
Greta Gerwig werd in 2011 genomineerd voor onder meer de Independent Spirit Award voor beste vrouwelijke hoofdrol voor haar spel in de tragikomedie Greenberg. In 2017 maakte ze haar debuutspeelfilm Lady Bird als regisseur.

## Filmografie[4]

### Als actrice
| Jaar | Film                                     | Rol             | Bijzonderheden              |
| ---- | ---------------------------------------- | --------------- | --------------------------- |
| 2006 | LOL                                      | Greta           |                             |
| 2007 | Hannah Takes the Stairs                  | Hannah          | Ook coauteur                |
| 2008 | Baghead                                  | Michelle        |                             |
| 2008 | Yeast                                    | Gen             |                             |
| 2008 | Nights and Weekends                      | Mattie          | Ook coauteur en coregisseur |
| 2008 | Quick Feet, Soft Hands                   | Lisa            | Kortfilm                    |
| 2008 | I Thought You Finally Completely Lost It | Greta           |                             |
| 2009 | You Wont Miss Me                         |                 |                             |
| 2009 | The House of the Devil                   | Megan           |                             |
| 2009 | Family Tree                              |                 | Kortfilm                    |
| 2010 | Greenberg                                | Florence Marr   |                             |
| 2010 | Art House                                | Nora Ohr        |                             |
| 2010 | Northern Comfort                         | Cassandra       |                             |
| 2010 | The Dish & the Spoon                     | Rose            |                             |
| 2011 | No Strings Attached                      | Patrice         |                             |
| 2011 | Arthur                                   | Naomi           |                             |
| 2011 | Damsels In Distress (2011)               | Violet          |                             |
| 2012 | To Rome with Love                        | Sally           |                             |
| 2012 | Frances Ha                               | Frances         |                             |
| 2014 | Eden                                     | Julia           |                             |
| 2015 | Mistress America                         | Brooke          |                             |
| 2015 | Maggie's Plan                            | Maggie          |                             |
| 2016 | Wiener-Dog                               | Dawn Wiener     |                             |
| 2016 | 20th Century Women                       | Abbie           |                             |
| 2022 | White Noise                              | Babette Gladney |                             |

### Als regisseur
| Jaar | Film         | Opmerkingen     |
| ---- | ------------ | --------------- |
| 2017 | Lady Bird    | Tevens scenario |
| 2019 | Little Women | Tevens scenario |
| 2023 | Barbie       | Tevens scenario |